# Учебный летательный аппарат

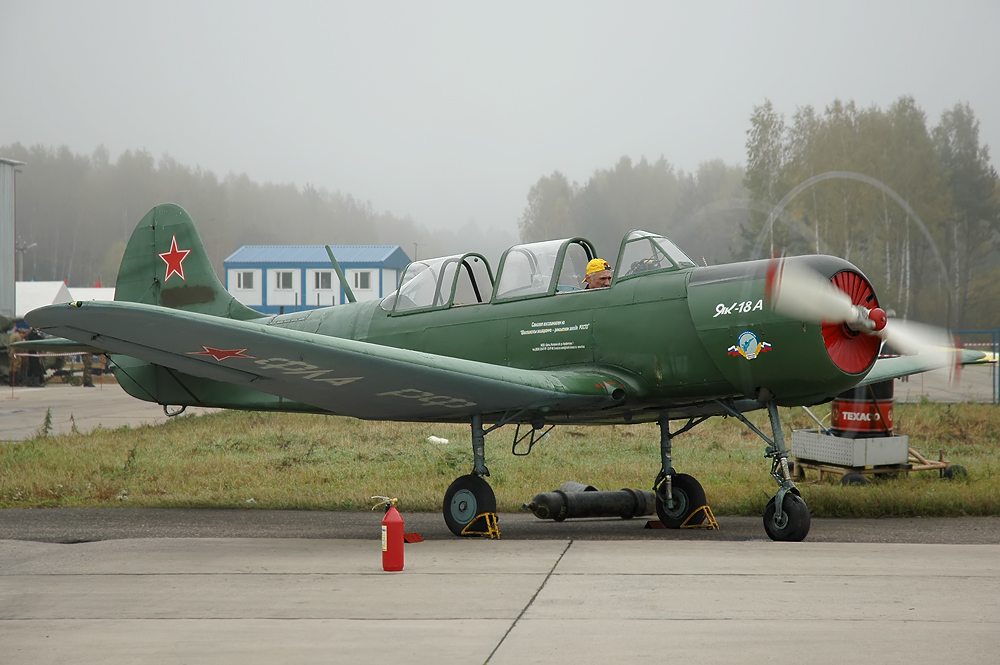
Поршневой самолёт Як-18А

Учебный летательный аппарат — летательный аппарат, предназначенный для обучения и тренировки лётного состава.

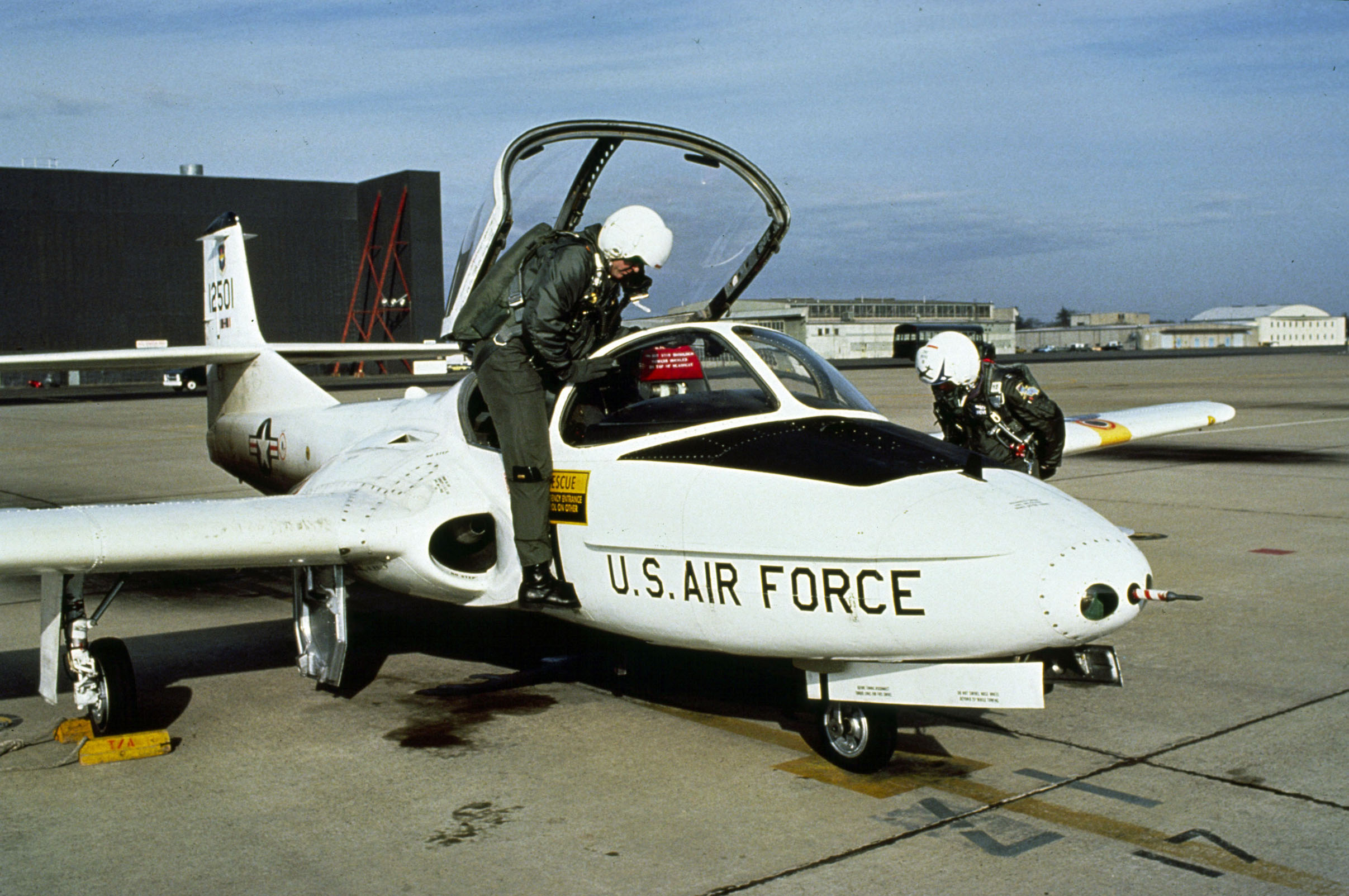
Cessna T-37 Твит — обучаемый и инструктор располагаются рядом

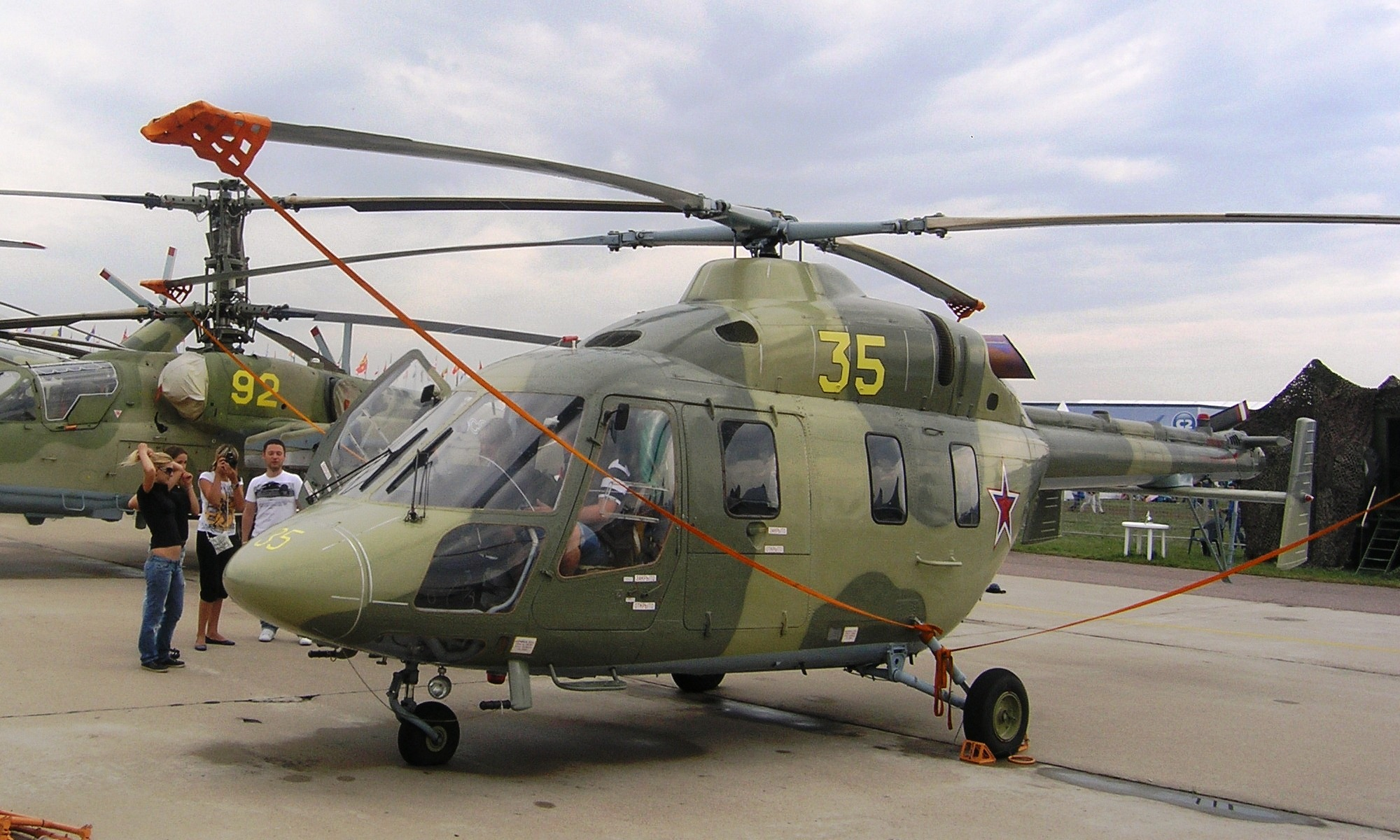
Учебный вертолёт Ансат

Основными требованиями к учебным летательным аппаратам являются простота пилотирования и надёжность.
Обычно такие ЛА имеют двойное управление, то есть посты управления самолётом (ручка управления или штурвал, педали руля направления) и двигателем (рычаг управления двигателем/рычаг «шаг-газ» на вертолёте) имеются как у обучаемого, так и у лётчика-инструктора.
Многие модели учебно-тренировочных самолётов являются переделанными под вышеперечисленные требования серийными моделями ЛА.

## История
До 1910 года первые авиаторы учились летать самостоятельно. Затем начали складываться две системы обучения. Одна из них — система Блерио включала в себя:
- самостоятельное руление на специальном тренажёре, представлявшем собой самолёт, лишённый способности взлететь;
- самостоятельные подлёты на самолёте с искусственно ограниченной подъёмной силой;
- самостоятельные полёты на полноценном самолёте.

Альтернативная система обучения, которая впоследствии получила наибольшее распространение, предполагала присутствие на борту инструктора во время учебных полётов. Например, на самолёте «Фарман-4», широко применявшемся в качестве учебного, имелись два посадочных места, расположенные тандемом. Рабочим местом лётчика считалось переднее посадочное место, и рычаги управления были расположены соответствующим образом. Однако, ручка управления самолётом была смещена вправо, так что сидящий на заднем сиденье член экипажа мог до неё дотянуться. Педали руля направления, однако, были доступны только с переднего посадочного места. В первых учебных вылетах на переднем посадочном месте находился инструктор, а обучаемый — на заднем. Обучаемый при этом держался рукой за ручку управления, которой орудовал инструктор. Затем обучаемый пересаживался на переднее место, производил несколько рулёжек для освоения навыков управления рулём направления, и в последующих учебных вылетах управлял самолётом, а инструктор, находящийся теперь на заднем посадочном месте, мог вмешиваться в действия обучаемого ручкой (но не педалями).